# Andrzej Weber (dziennikarz)

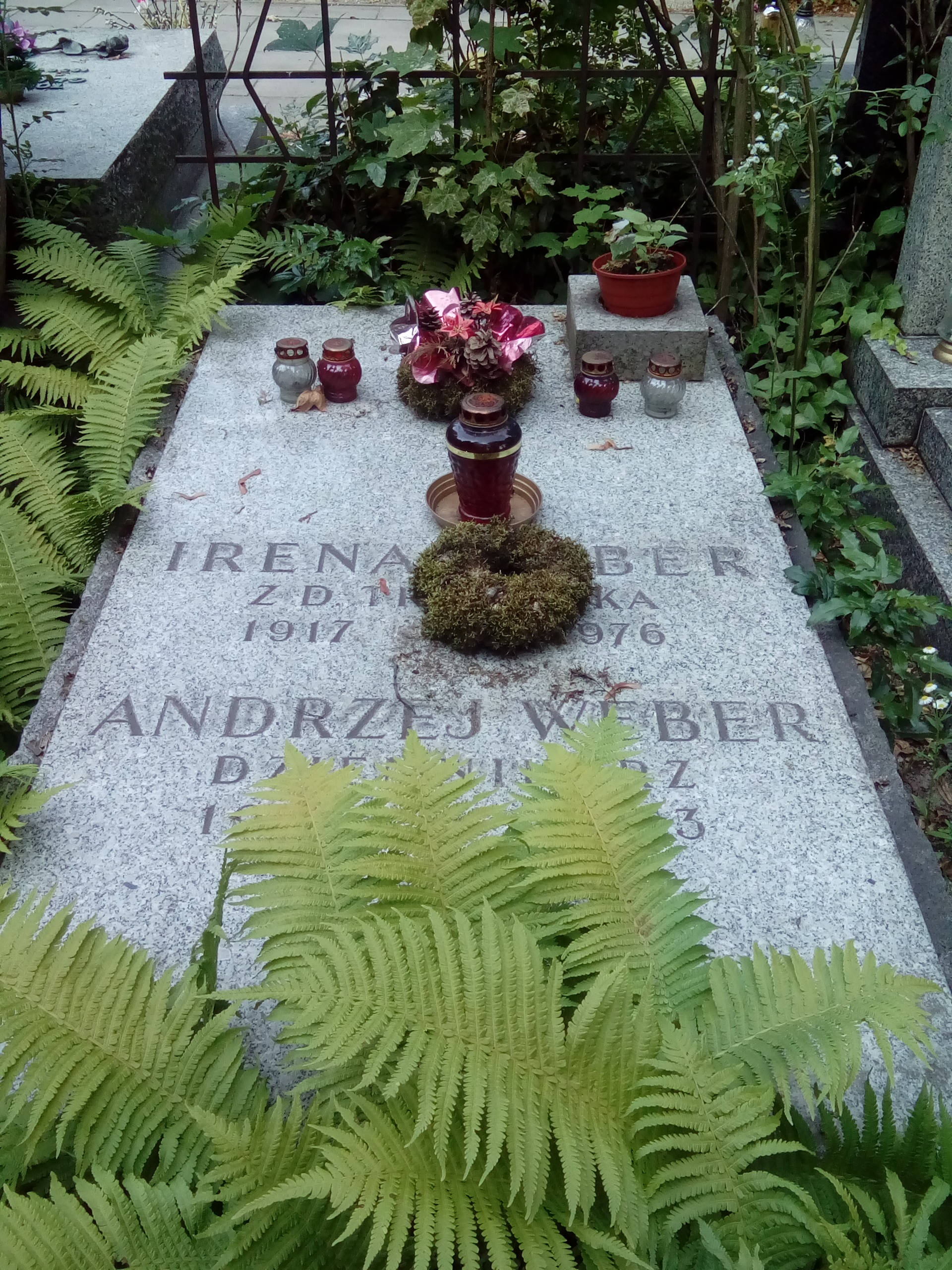
Grób Andrzeja Webera na wojskowych Powązkach

Andrzej Czesław Weber (ur. 3 sierpnia 1915 we Lwowie, zm. 12 września 1983 w Warszawie) – polski dziennikarz, działacz polityczny.

## Życiorys
Od 1933 do 1938 należał do OMS „Życie”, równocześnie w 1935 został działaczem Komunistycznego Związku Młodzieży Polski. W 1937 wyjechał z Polski aby walczyć szeregach Brygad Międzynarodowych w Hiszpanii, po powrocie odszedł z KZMP.
Podczas wybuchu II wojny światowej znajdował się we Lwowie, w 1941 wstąpił do Leninowskiego Komunistycznego Związku Młodzieży Ukrainy i do Związku Walki Wyzwoleńczej. Od 1942 należał do Polskiej Partii Robotniczej, a następnie do Polskiej Zjednoczonej Partii Robotniczej. Należał do Sztabu Głównego Armii Ludowej, redagował czasopismo frontowe. Uczestniczył w powstaniu warszawskim.
W 1945 został redaktorem w „Trybunie Wolności”, od 1945 do 1948 pełnił funkcję zastępcy redaktora naczelnego w „Głosie Ludu”. W 1948 rozpoczął trwającą do 1959 pracę zastępcy redaktora naczelnego „Trybuny Ludu”, na następnie jako redaktor naczelny „Za Wolność i Lud”. Od 1963 pracował na stanowisku zastępcy kierownika w Wydziale Propagandy, Prasy i Wydawnictw PZPR. Był członkiem Rady Naczelnej ZBoWiD.
Zmarł w Warszawie. Pochowany na cmentarzu Wojskowym na Powązkach (kwatera B35-2-4).

## Odznaczenia
- Order Sztandaru Pracy I klasy
- Order Sztandaru Pracy II klasy
- Krzyż Komandorski z Gwiazdą Orderu Odrodzenia Polski
- Krzyż Komandorski Orderu Odrodzenia Polski
- Medal za Warszawę 1939–1945 (17 stycznia 1946)[2]
- Medal 10-lecia Polski Ludowej (12 stycznia 1955)[3]
- Odznaka "Za zasługi dla rozwoju prasy polskiej i Stowarzyszenia Dziennikarzy Polskich" (1974)[4]
- Złota odznaka honorowa „Za Zasługi dla Warszawy” (23 maja 1967)[5]